# Laurentien Brinkhorst
Petra Laurentien Brinkhorst (Leiden, 25 mei 1966) is de echtgenote van prins Constantijn der Nederlanden. Hoewel zij door haar huwelijk geen adeldom verkreeg, wordt zij sindsdien ook wel aangeduid met haar 'titre de courtoisie', namelijk Hare Koninklijke Hoogheid Laurentien, Prinses der Nederlanden, Prinses van Oranje-Nassau, mevrouw Van Amsberg-Brinkhorst, kortweg prinses Laurentien. Als auteur noemt zij zich Laurentien van Oranje.

## Leven en studie
Laurentien Brinkhorst is een dochter van Laurens Jan Brinkhorst, die onder meer verscheidene malen minister was, en Jantien Heringa. Haar roepnaam was eerst Petra. Zij veranderde die als tiener in Laurentien, haar tweede officiële voornaam.
Haar middelbare school doorliep zij deels in Den Haag en later in Tokio, waar haar vader tijdelijk werkzaam was. Na de middelbare school studeerde zij geschiedenis aan de Rijksuniversiteit Groningen, waar zij in 1986 haar propedeuse behaalde. Hierna studeerde zij politieke wetenschappen in Londen (Bachelor of Arts in 1989) en journalistiek aan de Universiteit van Californië - Berkeley (Master of Journalism in 1991). De titel van haar masterthesis is "Street prostitution in San Francisco".
Na haar studie werkte zij een klein jaar bij CNN in Atlanta. In mei 1992 vertrok zij naar Brussel, waar zij achtereenvolgens bij het Belmont European Policy Centre en bij sigarettenfabrikant Philip Morris werkte. In 1997 werd zij plaatsvervangend directeur van een PR-bureau en in 2000 lid van de directie van de Brusselse vestiging van Adamson BSMG Worldwide. Van juli 2001 tot mei 2003 was zij werkzaam bij de Londense vestiging van hetzelfde adviesbureau. Sinds mei 2003 is zij actief als onafhankelijk communicatieadviseur.

## Huwelijk en gezin

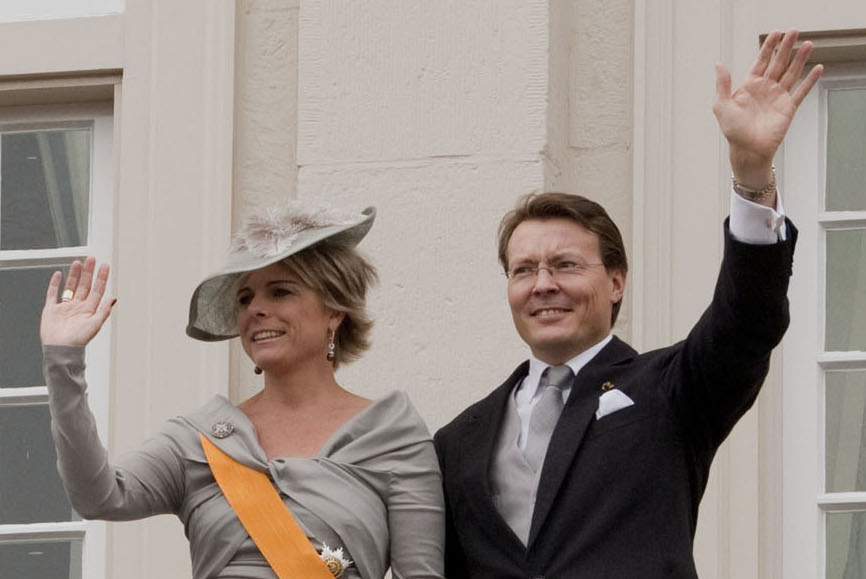
Laurentien en prins Constantijn op Prinsjesdag 2011.

Op 17 mei 2001 trouwde Laurentien in Den Haag met Constantijn van Oranje-Nassau. Haar ouders kenden Constantijns moeder Beatrix al uit hun gezamenlijke Leidse studententijd. Laurentiens moeder woonde toen in hetzelfde studentenhuis. Ook daarna bleven haar ouders met Beatrix in contact. In een interview met Elsevier in december 2005 vertelden zij dat de eerste ontmoeting die zij zich herinneren, plaatsvond omstreeks 1985 op de Groene Draeck. In 1995 kregen zij in Brussel een relatie en zij verloofden zich in 2000. Bij het huwelijk droeg Laurentien een trouwjurk van de Belgische ontwerper Edouard Vermeulen en de lauwerkranstiara, een van de oudste tiara's van de Oranjes.
Het echtpaar heeft drie kinderen:
- Eloise Sophie Beatrix Laurence (8 juni 2002)
- Claus-Casimir Bernhard Marius Max (21 maart 2004)
- Leonore Marie Irene Enrica (3 juni 2006).

## Activiteiten

Standaard van Laurentien

Als lid van het Koninklijk Huis is Laurentien aanwezig bij speciale gebeurtenissen, zoals Koningsdag en Prinsjesdag. 
Vanwege het werk van Constantijn woonden Constantijn en Laurentien met hun jonge kinderen in Brussel. Omdat Constantijn sinds 1 maart 2015 niet langer in dienst is van de Europese Commissie, verhuisde het gezin naar Den Haag.
Sinds 2001 zet Laurentien zich in voor de bevordering van alfabetisering (zij gaf eerder in Brussel als vrijwilligster al les aan analfabeten). Zij richt zich met name op projecten die als doel hebben de laaggeletterdheid onder volwassenen te bestrijden. Daarnaast richt zij zich ook op initiatieven rondom leesbevordering onder kinderen en jongeren. Onder het pseudoniem 'Laurentien van Oranje' schreef zij in 2009 haar eerste kinderboek Mr. Finney en de wereld op zijn kop. De illustraties werden verzorgd door Sieb Posthuma. In 2016 brachten Laurentien en kinderboekenschrijver Paul van Loon, samen met de Efteling, een nieuw sprookjesboek uit: De Sprookjessprokkelaar. Een jaar later maakte de Efteling een musical rond het sprookje.
Functies
- Voorzitter Missing Chapter Foundation, die in 2010 op haar initiatief is opgericht
- Voorzitter Stichting Lezen & Schrijven, die in mei 2004 op haar initiatief is opgericht[3]
- Erevoorzitter Vereniging van Openbare Bibliotheken (sinds december 2006)
- Voorzitter Europese Culturele Stichting (sinds 12 mei 2007)
- Beschermvrouwe Vereniging Onbeperkt Lezen
- Beschermvrouwe Stichting Handicap en Studie
- Beschermvrouwe Genootschap Onze Taal

In 2006 was zij juryvoorzitter van de AKO Literatuurprijs.

## Onderscheidingen
Laurentien is ridder grootkruis in de Huisorde van Oranje. Op 'Duurzame Dinsdag' 2014 ontving zij een 'Duurzaam lintje'. In 2010 werd de Majoor Bosshardt Prijs aan haar toegekend.

## Stichting (Gelijk)waardig Herstel
Laurentiens Missing Chapter Foundation werd op aanraden van de Kinderombudsman in 2020 benaderd om een kind-panel op te zetten en te begeleiden in verband met de afhandeling van de Kinderopvangtoeslagenaffaire. Sindsdien raakten Laurentien en de Foundation steeds meer betrokken bij het onderwerp, onder meer met dialoogsessies die leidden tot de publicatie in december 2021 van het rapport '(Gelijk)waardig Herstel' en de oprichting door haar van een stichting in 2023: Stichting (Gelijk)waardig Herstel (SGH). Vanaf de oprichting tot augustus 2024 was zij hiervan voorzitter.
Zie verder het hoofdartikel Stichting (Gelijk)waardig Herstel.

### Bestseller 60
| Boeken met noteringen in de Nederlandse Bestseller 60 | Jaar van verschijnen | Datum van binnenkomst | Hoogste positie | Aantal weken | Opmerkingen                       |
| ----------------------------------------------------- | -------------------- | --------------------- | --------------- | ------------ | --------------------------------- |
| Mr. Finney en de wereld op zijn kop                   | 2009                 | 04-11-2009            | 5               | 13           | in samenwerking met Sieb Posthuma |
| Mr. Finney en de andere kant van het water            | 2011                 | 16-02-2011            | 49              | 1            | in samenwerking met Sieb Posthuma |
| Nog lang en gelukkig                                  | 2016                 | 25-05-2016            | 35              | 1            | in samenwerking met Jeroen Smit   |

## Filmografie
In 2022 had Laurentien een gastrol als zichzelf in de bioscoopfilm De Grote Sinterklaasfilm: Gespuis in de speelgoedkluis.